# آرش عامل
آرش عامل فیلم‌نامه‌نویس و تهیه‌کننده ایرانی-بریتانیایی هالیوود است. او فیلم‌نامه فیلم گریس موناکو را نوشته‌است.

## فیلم‌شناسی
| سال  | عنوان        | سمت                |
| ---- | ------------ | ------------------ |
| ۲۰۱۲ | پاک‌شده       | نویسنده            |
| ۲۰۱۴ | گریس موناکو  | نویسنده، تهیه‌کننده |
| ۲۰۱۸ | تیتان        | نویسنده، تهیه‌کننده |
| ۲۰۱۸ | یک جنگ خصوصی | نویسنده            |
| ۲۰۲۳ | ضربه پنهان   | نویسنده            |